# Јелена Дубљевић
Јелена Дубљевић (Никшић, 7. мај 1987) је црногорска кошаркашица, која тренутно наступа за Лос Анђелес Спарксе у женској НБА лиги. Висока је 191 центиметар и игра на позицији крилног центра.
Са јуниорским репрезентацијом Србије и Црне Горе освојила је сребрну медаљу на Светском првенству 2005. и златну медаљу на кадетском Европском првенству 2003. Од 2009. игра за сениорску репрезентацију Црне Горе. Најбољи пласман оствариле су 2011. освајањем шестог места.

## Успеси
- Освајач ВНБА лиге 2016.